# Tom Clancy's Ghost Recon: Future Soldier
Tom Clancy’s Ghost Recon: Future Soldier est un jeu vidéo de tir tactique à la troisième personne (TPS). C’est un jeu d’Ubisoft sorti le 22 mai 2012 en Amérique du Nord puis le 24 mai 2012 en Europe. Le jeu est sorti le 26 juin 2012 sur PC. 
Future Soldier est le cinquième opus de la série (en excluant les extensions et portages), et son développement fut annoncé le 22 janvier 2009 par Ubisoft. L’histoire prend place dans un futur proche et la campagne permet d’aller au Nigeria, en Zambie, au Pakistan et en Russie.

## Synopsis
Future Soldier commence en 2024. L'équipe Ghost « Predator » — formée de quatre hommes et dirigée par Joe Ramirez — est déployée au Nicaragua pour perturber le trafic d’armes dans la région. Mais après avoir neutralisé un convoi suspect, l'équipe est anéantie par une bombe au phosphore que ce dernier transportait jusqu'à la frontière US. Une nouvelle équipe Ghost, nommée Hunter — composée de Ghost leader (capitaine Cedric Ferguson), du sergent-chef John Kozak (le personnage que l’on dirige), du sergent maître Robert "Pepper" Bonifacio et du sergent première classe Jimmy "30K" Ellison — est donc formée pour retrouver la provenance de la bombe, remonter aux commanditaires, et surtout, venger leurs compatriotes. L’équipe décolle de Fort Bragg en Caroline du Nord, sous la direction du Major Scott Mitchell (Overlord).
Mitchell informe l’équipe de leur nouvelle mission : l'organisateur du convoi au Nicaragua est un petit trafiquant d'armes nommé Gabriel Paez, qui avait voulu entrer dans la cour des grands et qui a décidé à la suite de ce fiasco de se rendre aux américains, ayant très vite compris que ses commanditaires voudraient sa tête. Une fois Paez sauvé en Bolivie (à Sucre), l’équipe se met sur la piste des armes grâce à ses renseignements. Elle est envoyée en Zambie, dans un camp de réfugiés, dans la Province Ouest, où un certain Dede Macaba, trafiquant et criminel de guerre Angolais, assure le transit des armes entre l'Afrique et l'Amérique du Sud. Afin d'identifier la provenance exact des armes, "Hunter" décide d'abattre l'avion cargo chargé des livraisons pour en récupérer la boite noire. Dans le même temps, Macaba est éliminé afin de ralentir le trafic d'arme dans la région. 
Ensuite, les Ghosts sont envoyés au Nigeria pour sauver un agent de la CIA, Daniel Sykes, qui possède des informations concernant l’entreprise Watchgate, société militaire privée lourdement équipée et impliqué dans le trafic d'armes, qui aurait vendu les armes aux commanditaires de la bombe. Cependant, Sykes a été capturé par cette entreprise, et le gouvernement américain n’a plus aucune nouvelle. Les Ghosts y sont envoyés et secourent Sykes en récupérant ses informations dans une station service désaffectée de la ville. Avec les informations récupérées, les Ghosts apprennent qu’ils vont partir à Peshawar au Pakistan, pour capturer la vendeuse d’armes Katya Prugova, ex-agent du KGB soviétique et mafieuse Russe, qui a vendu la bombe ayant tué l’équipe Predator. Cependant, les Pakistanais tentent de les doubler et manquent de faire foirer la mission; toutefois, l'équipe Hunter parvient à l'appréhender. Les Ghosts commencent ainsi à y voir plus clair dans cette histoire: Prugova est liée à une organisation ultranationaliste russe nommée Raven’s Rock, qui aurait des liens avec des éléments de l'armée russe.
Ils sont alors déployés dans la Péninsule de Kola, en Russie, où ils testent pour la première fois en situation réelle le Warhound (robot équipé de missiles téléguidés et d’un mortier). Là-bas, ils détruisent tout un complexe d’armement, et s’aperçoivent que la menace est plus élevée que ce qu’ils imaginaient: en effet, Raven's Rock fait dans le trafic d'équipement militaire de pointe. Enfin, les Ghosts se rendent dans un aéroport de l’Oblast de Kaliningrad, pour empêcher la livraison d'un système de guidage missile, mission qui cause un incident international. Quelque temps plus tard, un missile nucléaire est envoyé sur Londres, mais est arrêté à la dernière minute par le bouclier antimissile américain. La trajectoire du missile permet de découvrir qu’il a été envoyé du Daguestan, en Russie. L’équipe y est envoyée pour sauver l'escouade Zamtari des forces spéciales géorgiennes, dont il ne reste que le chef, le sergent Osadze. Durant le sauvetage, les Ghosts subissent une embuscade tendue par une unité d’élite des Spetsnaz, les « Bodark »  (loup-garou), qui possède le même matériel high-tech que les Ghost et qui est aux ordres de Raven’s Rock.
De retour de mission, les Ghost apprennent que Raven’s Rock a lancé un coup d’État et contrôle désormais le pays, avec le président Sergeï Makhmudov à la tête du gouvernement et le général Mikhail Bukharov à la tête de l'État-Major général de l'armée. Mais des loyalistes russes forment rapidement un mouvement de résistance. Les Ghosts sont envoyés dans la mer de Barents pour aider la résistance russe en sécurisant des navires de forage afin de leur fournir du pétrole pour leur troupes. Ensuite, ils vont aider le général Alexeï Douka, qui apparaît être le chef militaire dont la résistance à besoin pour s'organiser et reprendre le pays. Malheureusement, Raven's Rock le sait et a déployé des forces considérables pour le neutraliser. L'unité Hunter est donc chargée de détruire l'artillerie ennemie et de stopper les renforts qui menacent de prendre Douka à revers. La mission est un succès mais la résistance manque d’un homme politique à sa tête.
C’est pourquoi Kozak, un des membres de l’équipe, est envoyé seul dans une prison secrète russe sous haute surveillance pour y libérer le président russe Volodin. Il doit ainsi infiltrer la prison et poser des charges qui détonneront pour faciliter l’extraction. Si au cours de celle-ci, Volodin est touché, Kozak parvient à l’extraire sain et sauf, permettant à la résistance d'obtenir la légitimité politique qui lui manquait. À Moscou, la résistance est prête à contrecarrer Raven’s Rock et toute la population de la ville est sortie dans la rue. Le président russe Makhmudov prononce un discours pour redonner espoir au peuple russe. Après que les Ghosts aient traversé une grande partie de Moscou et éliminé les snipers chargés d'assassiner Makhmudov, sans compter l'affrontement avec des Bodarks, ils se dirigent vers le QG du général Bukharov qu’ils doivent éliminer pour priver Raven's Rock de son leadership militaire. Ceci fait, le président Volodin retrouve son poste et tout rentre dans l’ordre. 
Après cette réussite, les Ghosts reçoivent des informations sur les autres dirigeants de Raven’s Rock, qui doivent se réunir une dernière fois dans la campagne boisée russe avant de partir définitivement. Ils sont alors envoyés en mission clandestine afin de finir la mission et de venger l’équipe Predator. Ils arrivent à tuer les six premiers en ayant affronté plusieurs ennemis, dont des Bodark notamment. Ils parviennent à rattraper le dernier, de nom de code « Ace », qui s’apprête à s’enfuir en train et à le blesser juste avant qu’il ne monte dans le train, le faisant chuter sur une voie. Les Ghosts sont prêts à en finir mais Overlord leur annonce, après des interférences audios, qu’ils doivent le ramener vivant, les ordres venant « d’en haut ». C'est alors qu'un train arrive en gare. Les Ghosts, ayant ordre de ne pas le toucher, le laissent ainsi sur la voie pour qu'il se fasse écraser par le train et font passer cela pour un accident.

## Système de jeu
Le jeu se joue à la troisième personne (TPS) avec un système de couverture très élaboré. À couvert, il est possible de choisir sa prochaine destination matérialisée par une flèche au-dessus d’un rond au sol. La vue passe à la première personne en cliquant sur le stick droit, permettant au joueur d’accéder au zoom de l’arme et d’avoir une meilleure précision si une lunette est rajoutée sur celle-ci. En appuyant sur le stick gauche, la caméra change d’épaule par rapport au personnage.

### Campagne
Dans ce mode, tous les éléments du gameplay sont réunis. Au contraire, en multijoueur, Kozak est divisé en « trois parties », formant les 3 classes de ce mode. Les éléments du gameplay y sont détaillés avec chaque classe. La campagne se joue jusqu’à quatre en ligne ou tout seul, mais pas en écran partagé.

### Multijoueur
Ghost Recon Future Soldier propose trois classes et quatre modes multijoueurs.

### Extensions
Ghost Recon Future Soldier possède 3 extensions:
- Arctic Strike, qui ajoute plusieurs cartes
- Khyber Strike, qui introduit deux nouveaux modes multijoueurs
- Raven Strike, extension de la campagne dans laquelle les Ghosts sont déployés pour sauver le général d'armée Yuri Kozlov, chef loyaliste de l'État-Major général de l'armée russe, lui trouver un poste de commandement (et y installer un programme espion) et profiter des affrontements à Moscou pour dérober des données secret-défense du ministère de la Défense.

## Promotion
Une bêta multijoueur s'ouvre du 19 avril au 2 mai 2012 sur les plates-formes PS3 et XBOX360. Des invitations seront distribuées avec la version Xbox 360 de Tom Clancy's Splinter Cell: Conviction ou bien avec une pré-commande du jeu dans des enseignes participants . Un teaser a été diffusé le 10 février 2010.
Ubisoft a signé avec François Alaux et Hervé de Crécy, les réalisateurs du court métrage d'animation Logorama, afin de réaliser un film (avec de vrais acteurs) de 24 minutes racontant une histoire parallèle de Ghost Recon: Future Soldier.
Le film se nomme Ghost Recon : Alpha. Le film a été diffusé le jeudi 3 mai 2012 sur la chaîne W9 en exclusivité mondiale.
Le 26 mars 2010, une bande annonce en images réelles a été diffusée. Elle a été réalisée par Ben Mor du même studio qu'Alaux et Crécy (Little Minx), et les effets visuels par le studio Asylum qui a réalisé ceux de Terminator Renaissance.

## Accueil
- Famitsu : 34/40[5]
- Jeuxvideo.com : 17/20[6]